# Mulsum (Getränk)
Mulsum war eine römische Weinzubereitung mit Honig.

## Beschreibung
Mulsum galt den antiken Römern als appetitanregend, verdauungsfördernd, nahrhaft und lebensverlängernd. Letzteres dadurch, dass die Zahnlosen Brot im Mulsum einweichten. Erwärmt getrunken, soll es auch ein Mittel gegen den Durchfall gewesen sein. Laut Plinius antwortete der über hundertjährige Romilius Pollio auf die Frage, wie er sein hohes Alter erreicht habe: „Innen mit Mulsum, außen mit Öl.“
Das Mulsum wurde gerne vor dem Essen oder zur Vorspeise gereicht (siehe Esskultur im Römischen Reich). Der Vorspeisengang hieß deshalb auch promulsis.
Nach den antiken Quellen gab es zwei bzw. drei Möglichkeiten Mulsum zuzubereiten:
nach Plinius, indem man herben Wein mit abgekochtem Honig vermischte, laut Columella, indem man Traubensaft mit Honig vermischte, in einem Gefäß verschloss und gären ließ. Martial erwähnt die Herstellung durch den Zusatz von attischem Honig zum seinerzeit beliebten Falerner-Wein. In der durch Palladius geschilderten Variante wird der schon gärende Traubenmost mit Honig nachgesüßt und noch eine Zeit lang weiter vergoren. Vinidarius vermischt Wein und Honig mit Gewürzwein. Als würzende Zutat verwendet Dioscorides Salz und Apicius gibt in seinem Kochbuch De re coquinaria gestoßenen Pfeffer dazu. Im Mittelalter kannte man das aus Honig und Wasser zubereitete aqua mulsa, wie Met auch Hydromel genannt.